# Малые Зондские острова
Ма́лые Зо́ндские острова́ (индон. Kepulauan Nusa Tenggara, балийск. Kapuloan Nusä Ténggarä, порт. Ilha dé Nusã Ténggara) — группа островов в составе Малайского архипелага. Вместе с Большими Зондскими островами они образуют Зондский архипелаг.

## География

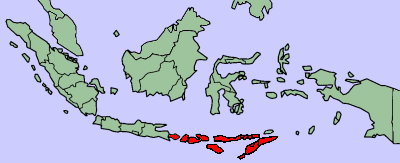
Малые Зондские острова

Малые Зондские острова состоят из шести более крупных и многочисленных мелких островов, расположенных к востоку от Явы. Их общая площадь составляет 87 тысяч км², население — 14 миллионов жителей (2010). Наиболее крупными островами являются (с запада на восток) Бали, Ломбок, Сумбава, Флорес и Тимор. К югу от Флореса расположен остров Сумба.
Малые Зондские острова вулканического происхождения и, соответственно их ландшафт весьма гористый. Самой высокой точкой архипелага является гора Ринджани на острове Ломбок, чья высота составляет 3726 м.
Между Бали и Ломбоком находится линия Уоллеса, образующая биогеографическую границу между Азией и континентом Австралия. Остров Комодо известен своими комодскими варанами, самыми крупными чешуйчатыми. На острове Флорес были обнаружены останки низкорослого вида людей, названного в честь острова человеком флоресским.

## Административное деление
Бо́льшая часть территории Малых Зондских островов входит в состав Индонезии. На восточной части Тимора находится государство Восточный Тимор. Индонезийская территория островов подразделяется на три провинции: Бали, Западные Малые Зондские острова и Восточные Малые Зондские острова:
- Восточный Тимор — 15 007 км², 1 066 409 чел. (2010)
- Индонезия — 73 070 км², 13 074 796 чел. (2010)
  - Бали — 5780 км², 3 890 757 чел.
  - Западные Малые Зондские острова — 18 572 км², 4 500 212 чел.
  - Восточные Малые Зондские острова — 48 718 км², 4 683 827 чел.

## Экономика
Из сельскохозяйственной продукции на островах особо хорошо произрастают рис и кофе. Существуют месторождения нефти и залежи железа, марганца и меди.